# Castelletto dei dazi
Il Castelletto dei dazi è un palazzo di Brescia, situato all'estremità nord di via San Faustino, sul crocevia tra piazzale Cesare Battisti, via Leonardo da Vinci e via Pusterla. È stato costruito in stile neoromanico tra il 1889 e il 1891 dall'architetto Giuseppe Morelli e inaugura il principale ingresso nord del centro storico cittadino. Persa l'originale funzione daziaria nel corso del Novecento, ospita oggi alcuni servizi commerciali.

## Storia
Nell'area dello sbocco nord di via San Faustino sorgeva anticamente la Porta Pile, che ancora oggi dà il nome al quartiere circostante. Andata in rovina nei secoli poiché non più utilizzata come struttura difensiva della città, viene completamente riformata tra il 1818 e il 1823 da Rodolfo Vantini, il quale la trasforma in un monumentale arco di trionfo neoclassico. Con la progressiva demolizione delle mura urbane avviata dalla seconda metà dell'Ottocento in poi, però, la nuova porta del Vantini si rivela un ostacolo per lo sviluppo della nuova strada di circonvallazione e viene così definitivamente abbattuta.
Il castelletto con funzione daziaria viene costruito subito dopo, tra il 1889 e il 1891, dall'architetto Giuseppe Morelli, in posizione più marginale e ritratta rispetto al percorso della strada. Durante il Novecento gli ambienti interni vengono alienati a privati e il castelletto è oggi occupato da alcuni servizi commerciali.

## Descrizione
L'edificio è in stile neoromanico ed è composto da un corpo longitudinale al quale si addossa, verso nord, una torretta dal coronamento merlato. I prospetti presentano due differenti fasce di rivestimento: l'ordine inferiore, ricoperto da regolari lastre marmoree, è scandito da aperture ad arco a tutto sesto inscritte entro alte cornici archiacute; nell'ordine superiore, rivestito da un paramento murario di pietre appena sbozzate, si aprono invece eleganti bifore poggianti su esili colonnine. I due ordini sono separati da una cornice marcapiano molto aggettante, mentre il coronamento superiore è sottolineato da una cornice ad archetti acuti. La torretta angolare, come già detto, presenta un'ulteriore fascia merlata in sommità.
Il prospetto meridionale, più corto, ospita sopra la fascia marcapiano due stemmi della famiglia Calini. Altri frammenti architettonici di recupero si notano inseriti in più punti della muratura, tra i quali un bassorilievo con leone rampante, una lapide con stemma, colonnine e plinti. Si tratta di frammenti provenienti da fabbriche demolite o da scavi, integrati, secondo il gusto tardo ottocentesco, nella nuova struttura come elementi decorativi. La stessa tipologia di intervento è riscontrabile, rimanendo nell'area cittadina, sulla coeva facciata neogotica della chiesa dei Santi Giacomo e Filippo.